# The Regents
The Regents waren eine US-amerikanische Doo-Wop-Gruppe.

## Geschichte
Gegründet wurde das Quintett 1958 in der Bronx/New York. Sie nahmen u. a. eine Komposition von Chucks Bruder Fred Fassert mit dem Titel Barbara Ann auf, für den sie aber keine Plattenfirma fanden. Schon kurz darauf löste sich die Band wieder auf.
Als 1961 Jacobuccis Bruder das Lied beim Vorspielen seiner Band verwendete, kam auch die Regents-Version wieder zum Vorschein und sollte diesmal veröffentlicht werden. Die Regents kamen wieder zusammen und das Lied wurde ein Hit.
The Regents hatten einen zweiten Erfolg 1961 mit Runaround. Dieser Song stammte noch aus der Vorzeit der Regents vom ehemaligen Mitglied Ernie Maresca, der auch die größten Erfolge für Dion verfasst hatte (Runaround Sue und The Wanderer).
Ab 1962 ließ der Erfolg dann nach und nach finanziellen Streitigkeiten fiel die Gruppe auseinander.
Fünf Jahre später fiel den Beach Boys eine Aufnahme dieses Songs in die Hände, und sie veröffentlichten im Januar 1966 ihre eigene Version von Barbara Ann. Da wurde das Lied ein Millionenseller.
Im Filmsoundtrack zu American Graffiti (1973) fand das Original der Regents von Barbara Ann Verwendung und Guy Villari ging danach mit zwei neuen Begleitern, Ron Lapinsky und Bob Falcone, aber unter dem alten Namen, wieder auf Oldie-Tour.

## Mitglieder
- Guy Villari (* 11. August 1942), Gesang
- Sal Cumo (* 10. August 1939), 1. Tenor
- Charles 'Chuck' Fassert (* 1939), 2. Tenor
- Don Jacobucci (* 8. August 1938), Bariton
- Tony Gravagna (* 1939), Bass

## Diskografie

### Alben
- 1961: Barbara Ann

### Singles
| Jahr | Titel                 | Höchstplatzierung, Gesamtwochen, AuszeichnungChartplatzierungen (Jahr, Titel, Platzierungen, Wochen, Auszeichnungen, Anmerkungen) | Höchstplatzierung, Gesamtwochen, AuszeichnungChartplatzierungen (Jahr, Titel, Platzierungen, Wochen, Auszeichnungen, Anmerkungen) | Anmerkungen |
| Jahr | Titel                 | UK | US | Anmerkungen |
| ---- | --------------------- | --- | --- | ----------- |
| 1961 | Barbara Ann           | — | US13 (10 Wo.)US |             |
| 1961 | Runaround Barbara Ann | — | US28 (7 Wo.)US |             |
| 1979 | 7 Teen                | UK11 (12 Wo.)UK | — |             |
| 1980 | See You Later         | UK55 (2 Wo.)UK | — |             |

## Namensgleichheiten
- Von 1963 bis 1967 existierte in Tacoma, Washington, eine andere Band namens "The Regents". Diese waren Teil des "Pacific North West Sound" der frühen 1960er Jahre.
- Eine weitere Band mit dem Namen "The Regents" veröffentlichte 1979 das Lied "7 Teen", erreichte damit aber keine Hitparadennotierung[2]